# 全日本実業団自転車競技選手権大会
全日本実業団自転車競技選手権大会（ぜんにほんじつぎょうだんじてんしゃきょうぎせんしゅけんたいかい）は、全日本実業団自転車競技連盟、日本自転車競技連盟主催により開かれている自転車競技のトラックレース大会である。

## 歴史
1970年に第1回大会が開催され、毎年9月中旬頃に行われる。開催地は持ち回り。
1990年は大会初となる競輪場（京都向日町競輪場）開催。1992年からはケイリン種目が加わった。他の選手権大会にない女子ケイリンも行われている。

## 種目
- 男子スプリント
- 男子1kmタイムトライアル
- 男子エリミネイション・レース
- 男子4km個人追い抜き
- 男子ポイントレース
- 男子ケイリン
- 男子4km団体追い抜き
- 女子スプリント
- 女子500mタイムトライアル
- 女子3km個人追い抜き
- 女子ポイントレース
- 女子ケイリン